# Єгуда Грюнфельд
Єгуда Грюнфель (івр. יהודה גרינפלד, англ. Yehuda Gruenfeld, нар. 28 лютого 1956 року в Дзержонюві) — ізраїльський шахіст, уродженець Польщі, гросмейстер від 1980 року.

## Шахова кар'єра
Від кінця 1970-х до початку 1990-х років належав до провідних шахістів Ізраїлю. Від 1978 до 1992 року шість разів представляв збірну своєї країни на шахових олімпіадах (в тому числі двічі на 1-й шахівниці), при цьому здобувши 31½ очка з 59 можливих. Також двічі захищав кольори збірної на командних чемпіонатах Європи (1980 i 1989 роки — на 1-й шахівниці). Брав участь у міжзональних турнірах: 1979 року в Ризі та 1987 року в Загребі, де посів відповідно 12-е та 10-е місця. Двічі перемагав на чемпіонатах Ізраїлю (у 1982 i 1990 роках), а також здобував срібну (1984 рік) та бронзову (1986) медалі.
Шахіст глухий, він виступає в змаганнях для глухих шахістів, а з 2010 року регулярно грає на 1-й шахівниці за команду Міжнародної федерації глухих шахістів на шахових олімпіадах. Ґрюнфельд чи не найсильніший нечуючий шахіст світу, наприклад, 2010 року його матч-сеанс одночасної гри проти збірної глухих шахістів Ізраїлю закінчився впевненою перемогою 8½:1½. Так, на олімпіаді-2014 гравець, який тоді мав рейтинг 2448, зіграв унічию з Джукічем (Чорногорія, рейтинг 2521) і переміг австралійця Смердона (2513), а через два роки знову переміг Смердона (2531) і зіграв унічию з бельгійцем Вінантсом (2558). На шаховій олімпіаді 2018 Ґрюнфельд у першому турі здобув нічию проти Баадура Джобави (2634).

## Зміни рейтингу
| На цьому місці має відображатися графік чи діаграма, однак з технічних причин його відображення наразі вимкнено. Будь ласка, не видаляйте код, який викликає це повідомлення. Розробники вже працюють для того, щоби відновити штатне функціонування цього графіка або діаграми. | |
| | На цьому місці має відображатися графік чи діаграма, однак з технічних причин його відображення наразі вимкнено. Будь ласка, не видаляйте код, який викликає це повідомлення. Розробники вже працюють для того, щоби відновити штатне функціонування цього графіка або діаграми. |